# Михаел фон Фрайберг
Михаел фон Фрайберг (на немски: Michael von Freyberg; † 1489) е германски благородник от стария швабски род Фрайберг в Баден-Вюртемберг.
Потомък е на Хайнрих (Щубенраух) фон Фрайберг († сл. 1300). Роднина е на Лудвиг фон Фрайберг († 1480), епископ на Констанц (1474 – 1480), синът на „еделкнехт“ Михаел фон Фрайберг и Хелана фон Берг.
Замъкът Фрайберг е унищожен през 1520 г.

## Фамилия
Михаел фон Фрайберг се жени за Йоханета фон Хелмщат или фон Хербилщат († 6 май 1493), дъщеря на Андреас фон Хербилщат и Агнес фон Масбах. Те имат децата:
- Лудвиг (Лутц) фон Фрайберг (1468 – 1545), господар на Йопфинген (част от Фрайбург), Юстинген, Кирххайм, женен за Сибила Госенброт (1479 – 1521), богата единствена дъщеря на Георг Госемброт († 1502), финансов съветник на римско-немския крал Максимилиан I, и Радегундис Егенбергер
- Хелена фон Фрайберг, омъжена на 6 май 1493 г. за прочутия военачалник фрайхер Маркс Зитих фон Емз (* 1466; † 25 юли 1533)